# Brandval IL
Brandval Idrettslag (Branval IL) grundad 26 september 1940. är en sektionsidrottsklubb från Brandval i Kongsvinger kommun i Norge. Idrottsföreningen har verksamhet i sektioner för fotboll, handboll, längdskidåkning och cykelsport.

## Historia
26 september 1940 blev Brandval idrettslag grundad. Då blev klubbarna Fossekallen och Brann sammanslagna till Brandval idrettslag. Fossekallen hade sina medlemmar runt Bånerud, medan Brann hade huvudtyngdpunkten i norra delen av västra församlingen. Brandval IL fyllde den 26 september 2015 75 år. Det firades med pompa och ståt och en tillbakablick. Höjdpunkter  i klubbens historia är norska mästartitlar, kungapokaler och europamästare under de första 75 åren. Aage Børresen blev vald till ordförande, och medlemsavgiften blev satt till 75 öre för män, mens kvinnor och pojkar 14 till 16 år gamla måste betala 45 öre för ett medlemskap.En kort tid etter grundandet  hade klubben 155 medlemmar.Några veckor senare den 13 oktober bestämdes klubben Brandvals färger till blått med gult. Också klubbloggan blev antagen på detta möte. Under krigsåren 1941-1945 blev föreningsarbetet avbrutet. Men allaredan 31 maj 1945 blev klubbverksamheten återupptagen under . namnet Brandval IL. Johannes Tyssen övertog som styrelseordförande i klubben. Under decenniet efter kriget var föreningen verksam på fler områden än idrott. Klubben spelade teater och uppförde skådespel i regi av föreningen.1954 föresloga att slå samman alla idrottsföreningarna  i området under namnet Brandvalkameratene, men detta förslag blev nedröstat på ett möte 16 juli 1954, med 26 mot 3. Klubben har i dag undergrupper bestående av fotboll, skidor, cykel handboll och barnidrott.

### Nedlagd sektion: Europamästare i friidrott
Klubbens  största profil genom tiderna är Sverre Strandli. Släggkastaren blev europamästare 1950 i Bryssel. Fyra år senare tog han silver i EM 1954. Han blev också norsk mästare två gånger medan  han tävlade för klubben. Strandli satte också världsrekord två gånger. Hans bästa resultat blev 63,88 meter. Strandli kunde också mer än att kasta slägga. Han blev också norsk mästare i kulstötning 1954. Det är nog inget tvivel om att Sverre Strandli och handbollsdamerna  är de två största, sportsliga framgångarna i klubbens historia, menar styrelseordförande Vestlund.

### Handbollsflickorna
De populära handbollsdamerna  gjorde särskilt bra ifrån sig under 1960-tallet. Brandvaldamerna tog tre norska mästerskap varav två kungapokaler (Cupen utomhus) 1969 och 1972  och 1967 inomhus under storhetstiden. 1958 till 1961 vann de norska mästerskapet =cupen. 1970 vann de för enda gången eliteserien och blev seriemästare (vilket då var lika med norska titeln). Laget representerade också Norge i europamästerskap på den tiden och producerade flera landslagsspelare. På sina hemmamatcher var det nära 2000 åskådare.

### Eldsjäl för skidsporten
Föreningen har också haft en rad eldsjälar genom sina 75 år. Harald Foseidberget nämns i främsta rummet. Han var själv en god skidåkare för klubben och jobbade aktivt med ungdomar på 1960-talet, och bidrog till att många kunde åka skidtävlingar både lokalt på markerna runt Foseidberget och tävlingar på kretsnivå runt omkring i distriktet.

### Fotbollen
Brandval IL är också känd för sin fotboll. Den delen av klubbens aktivitet har haft två storhetstider. Den första kom med Svein Solbakken 1974. Da spelade klubben i dåvarande 4. divisionen. Den andre stora uppgången inom fotbollen kom på 1990-talet med Terje Holt som tränare. Då var klubben bara ett mål från att bli uppflyttade i 2:a divisionen.  En match  mot Vålerenga avgjorde. Vålerenga vann med 1–0, målskytt var Kjell Roar Kaasa och då rök uppflyttningen.

### Attraktiva Ringshella
Klubben har nu en aktiv barnidrottsavdelning och en  aktiv skidmiljö. Skidåkning i området runt Ringshella har varit besökt av många i åratal tack vare en handfull spårkörare.

### Fotnoter
1. ↑  Terje Sundby (26 september 2015). ”KONGSVINGER: Den tradisjonsrike klubben fyller i dag 75 år. Da må det selvsagt feires og mimres.”. Glåmdalen.no. https://www.glomdalen.no/sport/kongsvinger/brandval/brandval-il-feirer-seg-selv/s/5-19-107864. Läst 1 februari 2020.
2. ↑  ”håndball - norgesmestere”. Store norske lexikon. https://snl.no/håndball_-_norgesmestere. Läst 1 februari 2020.
3. ↑  ”Håndball - norske seriemestere”. Store norske lexikon. https://snl.no/Håndball_-_norske_seriemestere. Läst 1 februari 2020.